# Atlético de la Sabana
El Atlético de la Sabana fue un club de fútbol colombiano de la ciudad de Sincelejo, Sucre. Disputó la Categoría Primera B en las temporadas 2009 y 2010.

## Historia
El equipo fue fundado a finales de 2008, por la crisis económica que impidió la continuidad del Córdoba Fútbol Club. Por ello, los directivos encabezados por Félix Barreneche, trasladaron la ficha del club cambiándolo de razón social hacia Sincelejo, bajo el nombre de Atlético de La Sabana. Cabe destacar que la ficha del Córdoba Fútbol Club antes pertenecía al Florida Soccer, históricamente conocido como Deportivo Antioquia.
En su primera temporada del campeonato de ascenso, en el Torneo Finalización 2009, llegó a la final luego de ganar el Grupo B de los cuadrangulares semifinales la cual perdió ante el Atlético Bucaramanga por un marcador global de 3-2 (empate a uno en la ciudad de Sincelejo. Luego victoria del conjunto leopardo por dos a uno en la ciudad de los parques.
En Copa Colombia 2009 fue primero del grupo A pero quedó eliminado en la siguiente fase por el equipo Atlético Nacional.
El equipo en 2010 en la fase de grupos de la Copa Colombia enfrentó a los equipos Atlético Junior, Unión Magdalena, Real Cartagena, Valledupar FC y Barranquilla FC llegó hasta octavos de final de la Copa Colombia donde quedó eliminado por el equipo Cúcuta Deportivo.
Al término de la temporada 2010, se confirmó la venta de la ficha a la Universidad Autónoma del Caribe, renombrando al equipo como Universidad Autónoma del Caribe Fútbol Club

## Datos del Club
- Temporadas en 1ª: 0
- Temporadas en 2ª: 2 (2009-2010).
- Temporadas en 3ª:0
- Mejor puesto: 6°(2009)
- Peor Puesto:11°(2010).

### Evolución de la ficha
| Temporadas     | Nombre del club       |
| -------------- | --------------------- |
| 1992-93        | Industrial Itagüí     |
| 1994-97 y 2004 | Deportivo Antioquia   |
| 1998-2003      | Itagüí FC             |
| 2005           | Florida Soccer        |
| 2006-08        | Córdoba FC            |
| 2009-10        | Atlético de la Sabana |
| 2011-15        | Uniautónoma FC        |
| 2016-act       | Orsomarso SC          |

## Uniforme
- Uniforme titular: Camiseta verde con una franja vertical roja, pantalón rojo, medias verdes.
- Unifore visitante: Camiseta blanca con vivos rojos y verdes por debajo de las mangas, pantalón blanco con vivos rojos y verdes por los lados, medias blancas.

## Estadio
El Estadio en el cual oficiaba como local el club sabanero es el Estadio Arturo Cumplido Sierra. Este está ubicado en la zona suroeste de la ciudad, más exactamente en el barrio El Cortijo. Se sitúa en un extenso campo, en el cual esta también el estadio de béisbol 20 de Enero.
Aunque con tan solo un espacio de gradas ubicado en la parte occidental del estadio, este se veía lleno en las jornadas en las cuales el club jugaba con equipos de gran categoría a nivel nacional. La parte oriental del estadio, denominada "parte de sol", es la más atiborrada, puesto que es de menor costo.

## Palmarés

### Torneos nacionales
- Segundo lugar del Torneo Finalización de la Primera B (1): 2009.